# Länsväg 339
De Zweedse weg 339 (Zweeds: Länsväg 339) is een provinciale weg in de provincie Jämtlands län in Zweden en is circa 107 kilometer lang.

## Plaatsen langs de weg
- Krokom
- Aspås
- Föllinge
- Strömsund

## Knooppunten
- E14, Länsväg 340: gezamenlijk tracé, bij Krokom (begin)
- Länsväg 344: gezamenlijk tracé, bij Föllinge
- E45 bij Strömsund (einde)